# Kerstin Wersäll
Kerstin Fanny Wersäll, född 6 juli 1975, är en svensk journalist.
Wersäll är sedan 2016 reporter på Kalla fakta, TV4, där hon har legat bakom flera uppmärksammade program. Bland dem reportaget "De osynliga barnen"., den första stora granskningen om hemmasittande barn. Programmet nominerades 2019 till Guldspaden och till TV-priset Kristallen i kategorin årets granskning. Följande år nominerades hon återigen till Kristallen, denna gång för reportaget "Kollegornas hämnd", en granskning av tystnadskulturen inom polismyndigheten som fick stor uppmärksamhet. 
Tidigare var Wersäll programledare, ekonomikommentator och reporter på TV4-nyheterna. Hon har även varit programledare och redaktör på Ekonominyheterna i TV4, Finansnytt på TV8 och DITV, Dagens Industris tv-sändningar.
Kerstin Wersäll är dotter till riksmarskalk Fredrik Wersäll. Hon har två barn från ett tidigare äktenskap med musikproducenten Jesper Dahlbäck.